# V838 Jednoroga
V838 Jednoroga (V838 Monocerotis) promjenjiva je zvijezda u zviježđu Jednoroga, udaljena od Sunca oko 20,000 svj. godina (6 kpc). 
Zvijezda je početkom 2002. doživjela veliki porast sjaja. U početku se vjerovalo da se radi o tipičnoj erupciji nove, no kasnije se pokazalo da je u pitanju posve druga pojava. Razlog porasta sjaja još uvijek nije poznat, a postavljeno je nekoliko hipoteza, od kojih neke uključuju erupciju vezanu uz procese smrti zvijezde te uz spajanje dvojnih zvijezda ili zvijezda i planeta.